# Pujari Math

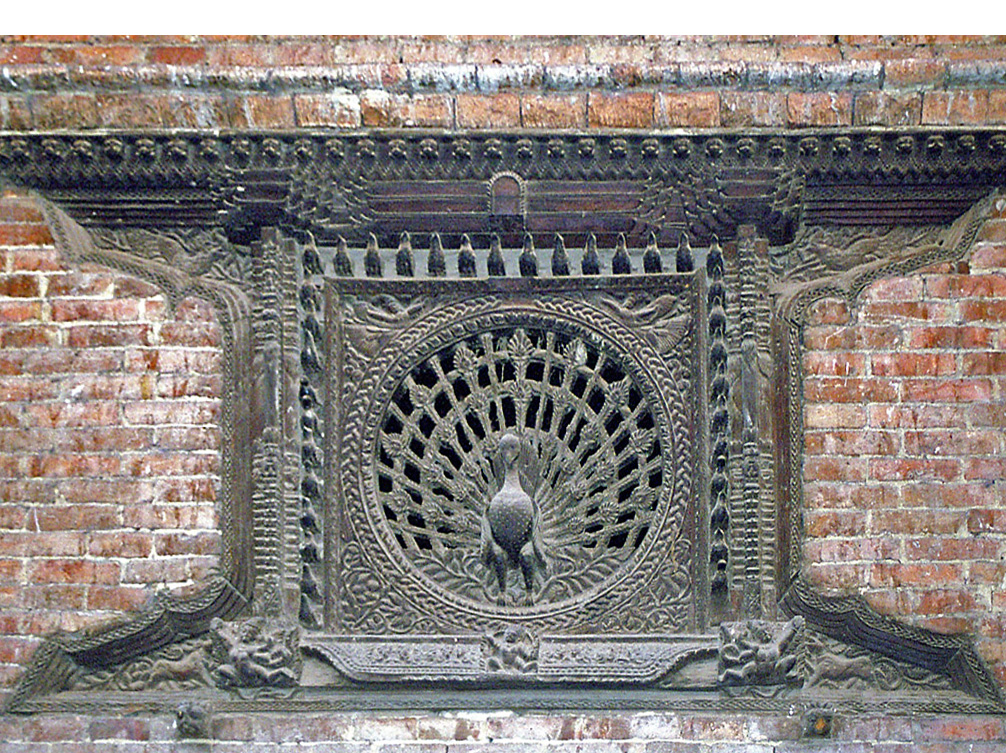
Das Pfauenfenster im Pujari Math

Pujari Math ist das älteste der zwölf hinduistischen Priesterhäuser (Math) in der nepalesischen Stadt Bhaktapur am Tacapal Tol in der Oberstadt. Bekannt ist es durch sein hölzernes Pfauenfenster. 
Erbaut wurde es im 15. Jahrhundert von dem Sannyasi Gosain Gurubaska Giri unter der Regentschaft von Jayayakshya Malla (1428–1482). 1763 wurde es erneuert.
Bei einem Erdbeben im Jahr 1934 war es stark beschädigt worden. Nachdem Niels Gutschow 1962 erstmals durch die Ruinen kroch, konnte er es mit seinen Kollegen der Technischen Hochschule Darmstadt Wilfried Kröger, Gerhard Auer und Hans Busch bis April 1972 im Rahmen des Bhaktapur Development Projects wieder herrichten. Heute beherbergt es ein Museum für traditionelle Schnitzkunst.